# حسين أباد (علي أباد ملك)
حسین أباد (بالفارسية: حسین‌آباد) هي قرية تقع في إيران في قسم علي أباد ملك الريفي. يقدر عدد سكانها بـ 519 نسمة .